# حسن کورانی
حسن کورانی (عربی: حسن محمد كوراني؛ زادهٔ ۲۲ ژانویهٔ ۱۹۹۵) بازیکن فوتبال اهل لبنان است.
وی همچنین در تیم‌های ملی فوتبال زیر ۲۳ سال لبنان و لبنان بازی کرده‌است.